# Leisure Suit Larry in the Land of the Lounge Lizards
Leisure Suit Larry in the Land of the Lounge Lizards (uváděná zkráceně i jako Leisure Suit Larry 1) je počítačová hra z roku 1987 vyvinutá a vydaná americkou společností Sierra On-Line. Jedná se o adventuru s prvky erotiky a humoru vytvořenou Alem Lowem a zároveň o první díl série Leisure Suit Larry. Těží z čistě textové hry Softporn Adventure, první erotické počítačové hry na světě z dílny On-Line Systems z roku 1981, jde v podstatě o grafickou verzi této hry. Lowe k ní přidal hlavní postavu, dialogy, vtipy a některé hádanky. Lechtivá Leisure Suit Larry 1 se stala okamžitě po vydání hitem, ačkoli ji Sierra kvůli obavám o přijetí nijak nepropagovala.
V roce 1991 vyšel oficiální remake vytvořený v modernějším enginu Sierra Creative Interpreter (SCI) a pojmenovaný Leisure Suit Larry 1: In the Land of the Lounge Lizards ve VGA grafice s point-and-click ovládáním, charakteristickým v žánru adventur. Druhý remake z roku 2013 nese název Leisure Suit Larry: Reloaded.

## Popis
Hra vytvořená na herním enginu Sierry Adventure Game Interpreter (AGI) využívá při interakci s hráčem textové rozhraní a disponuje EGA grafikou. Na začátku musí hráči odpovědět na několik otázek, aby dokázali, že je jim více než 18 let. Otázky se točí kolem amerických reálií 70. let, takže mnohé z nich jsou dost zastaralé. Kvíz lze podvodem přeskočit klávesami Alt+X.

## Název
Dlouhý název Leisure Suit Larry in the Land of the Lounge Lizards je třeba k objasnění rozdělit do dvou částí. Leisure Suit Larry znamená Larry oděný ve volnočasovém obleku (sako stejné barvy jako kalhoty, obvykle vyrobené z polyesteru), neformálním oděvu populárním ve Spojených státech od poloviny 70. do začátku 80. let 20. století. 
Lounge Lizards jsou slangově muži, kteří navštěvují společenská zařízení jako bary, kavárny, hotelové foyery apod. s úmyslem svádět zde ženy. Volný překlad Leisure Suit Larry in the Land of the Lounge Lizards by mohl znít Larry ve volnočasovém obleku v zemi salónních sukničkářů.

## Příběh a hratelnost
Hlavní postavou je Larry Laffer, muž středního věku, starý mládenec, který se zoufale snaží zbavit svého panictví. Rozhodne se odcestovat do města hříchu – Lost Wages (parodie Las Vegas), kde hodlá najít ženu svých snů.
Hra začíná před barem Lefty's a cílem Larryho je mít konečně pohlavní styk. Jestli se mu to během dvou hodin nepodaří (8 hodin v remaku), zastřelí se. Časový limit lze zrušit pokud se Larry vyspí s kondomem s prostitutkou v prvním patře baru.
Na své misi se zaplete se čtyřmi ženami: bezejmennou prostitutkou, dívkou z diskotéky Fawn, recepční Faith a dívkou z penthousu Eve. Na rozdíl od ostatních NPC postav, interakce s těmito ženami je doplněna detailním obrázkem. Důležitou roli ve hře hrají peníze, které se dají vyhrát v kasinu.